# Perdita perlucens
Perdita perlucens är en biart som beskrevs av Timberlake 1977. Perdita perlucens ingår i släktet Perdita och familjen grävbin. Inga underarter finns listade i Catalogue of Life.